# Agrișteu
Agrișteu (węg. Balavásár) – wieś w Rumunii, w okręgu Marusza, w gminie Bălăușeri. W 2011 roku liczyła 776 mieszkańców.